# ويليام بيل ويت
ويليام بيل ويت (بالإنجليزية: William Bell Wait)‏ هو معلم أمريكي، ولد في 25 مارس 1839 في أمستردام في الولايات المتحدة، وتوفي في 1916 في نيويورك في الولايات المتحدة.